# Lobelia victoriensis
Lobelia victoriensis là loài thực vật có hoa trong họ Hoa chuông. Loài này được P.Royen mô tả khoa học đầu tiên năm 1978.